# Estelle Getty
Estelle Getty, artiestennaam van Estelle Scher (Gettleman) (New York, 25 juli 1923 – Los Angeles, 22 juli 2008) was een Amerikaanse actrice van Pools-Joodse afkomst. Ze speelde zeven jaar lang de rol van Sophia Petrillo  in de komische televisieserie The Golden Girls.

## Carrière
Getty werd bekend op Broadway toen ze in het stuk Torch Song Trilogy de bemoeizuchtige moeder van Harvey Fierstein speelde.
In 1978 maakte ze haar speelfilmdebuut in Team-Mates. Ze speelde rolletjes in Tootsie en Mask. In 1985 debuteerde ze als Sophia in de sitcom The Golden Girls. Ze speelde de moeder van Dorothy Zbornak (Beatrice Arthur). Arthur was één jaar en twee maanden ouder dan Getty, maar met zware make-up zag de toen 62-jarige eruit alsof ze 80 was. Nadat Arthur de serie verliet in 1992, stopte deze. Getty ging met de twee overgebleven Girls verder in de serie The Golden Palace, die één seizoen liep.
Op 21 december 1949 trouwde ze met Arthur Gettleman, met wie ze twee zonen kreeg; Carl en Barry. Haar man overleed in 2004.
Vanaf 2000 verscheen ze niet meer in het openbaar, nadat bekend werd dat ze Parkinson en osteoporose had. Ook werd er dementie bij haar geconstateerd. In juli 2003 werd bekend dat haar gezondheid zo achteruit was gegaan, dat ze niet kon deelnemen aan een speciale reünie-aflevering van The Golden Girls. Tijdens een korte reünie in november 2004 deelden de overige drie Golden Girls mee dat ze aan dementie leed. Getty overleed thuis, drie dagen voor haar 85ste verjaardag. Na haar dood werd vastgesteld dat ze niet aan Parkinson, maar aan Lewy-body-dementie leed. Haar laatste rustplaats is op het Hollywood Forever Cemetery.

## Emmy Awards
- 1986 - Outstanding Supporting Actress in a Comedy Series - "The Golden Girls" - (Nominatie)
- 1987 - Outstanding Supporting Actress in a Comedy Series - "The Golden Girls" - (Nominatie)
- 1988 - Outstanding Supporting Actress in a Comedy Series - "The Golden Girls" - (Gewonnen)
- 1989 - Outstanding Supporting Actress in a Comedy Series - "The Golden Girls" - (Nominatie)
- 1990 - Outstanding Supporting Actress in a Comedy Series - "The Golden Girls" - (Nominatie)
- 1991 - Outstanding Supporting Actress in a Comedy Series - "The Golden Girls" - (Nominatie)
- 1992 - Outstanding Supporting Actress in a Comedy Series - "The Golden Girls" - (Nominatie)

## Golden Globe Awards
- 1986 - Best Performance by an Actress in a TV Series - Musical/Comedy - "The Golden Girls" - (Gewonnen)
- 1987 - Best Performance by an Actress in a TV Series - Musical/Comedy - "The Golden Girls" - (Nominatie)
- 1992 - Best Performance by an Actress in a Supporting Role in a Series, Miniseries, or Motion Picture Made for TV - "The Golden Girls" - (Nominatie)

## Filmografie
- Team-Mates (1978) - Lerares
- Tootsie (1982) - Vrouw van middelbare leeftijd
- Deadly Force (1983) - Gussie
- Cagney & Lacey Televisieserie - Mrs. Rosenmeyer (Afl., Baby Broker, 1984)
- No Man's Land (Televisiefilm, 1984) - Eurol Muller (Afl., Intimate Strangers, 1984)
- Hotel Televisieserie - Roberta (Afl., Intimate Strangers, 1984)
- Victims for Victims: The Theresa Saldana Story (Televisiefilm, 1984) - Rol onbekend
- Mask (1985) - Evelyn
- Newhart Televisieserie - Miriam, de bibliothecaresse (Afl., What Makes Dick Run, 1985)
- Copacabana (Televisiefilm, 1985) - Bella Stern
- Mannequin (1987) - Claire Prince Timkin
- City Televisieserie - Voormalig stadsmanager (Afl., Seems Like Old Times, 1990)
- Blossom Televisieserie - Sophia Petrillo (Afl., I Ain't Got No Buddy, 1991)
- Empty Nest Televisieserie - Sophia Spirelli Petrillo-Weinstock (Afl., Libby's Gift, 1988|Windy, 1991)
- Stop! Or My Mom Will Shoot (1992) - Tutti Bomowski
- The Golden Girls Televisieserie - Sophia Petrillo (173 afl., 1985-1992)
- The Golden Palace Televisieserie - Sophia Petrillo (24 afl., 1992-1993)
- Nurses Televisieserie - Sophia Spirelli Petrillo-Weinstock (Afl., Temporary Setbacks, 1993)
- Touched by an Angel Televisieserie -
- Brotherly Love Televisieserie - Myrna (Afl., Motherly Love, 1996)
- A Match Made in Heaven (Televisiefilm, 1997) - Betty Weston
- Mad About You Televisieserie - Pauls tante (Afl., The Birth: Part 1, 1997)
- Duckman: Private Dick/Family Man Televisieserie - Tante Jane (Afl., Westward, No!, 1997, stem)
- The Sissy Duckling (Televisiefilm, 1999) - Mrs. Hennypecker (Stem)
- Stuart Little (1999) - Oma Estelle Little (Stem)
- The Million Dollar Kid (2000) - Zuster Rosanne
- Ladies Man Televisieserie - Sophia Gates (Afl., Romance, 2000)